# 179 a. C.
El año 179 a. C. fue un año del calendario romano prejuliano. En el Imperio romano, fue conocido como el año 575 Ab Urbe condita.

## Acontecimientos
- Comienza su reinado Perseo de Macedonia.
- Conquista por Tiberio Sempronio Graco de la última Celtiberia.
  - Pacto de Tiberio Sempronio Graco con las ciudades de los celtíberos. Se inicia un período conocido como la Pax Sempronia.
  - Fundación de la ciudad de Gracurris, Alfaro (La Rioja), por Tiberio para los heridos de las guerras celtíberas.

## Fallecimientos
- Filipo V de Macedonia